# Corchorus tectus
Corchorus tectus är en malvaväxtart som beskrevs av David A. Halford. Corchorus tectus ingår i släktet Corchorus och familjen malvaväxter. Inga underarter finns listade i Catalogue of Life.